# RoHS-direktivet
RoHS-direktivet (Restriction of Hazardous Substances Directive), formelt Europa-parlamentets og Rådets direktiv 2002/95/EF af 27. januar 2003 om begrænsning af anvendelsen af visse farlige stoffer i elektrisk og elektronisk udstyr, er et direktiv, der forbyder brug af en række tungmetaller m.v. i visse typer elektriske og elektroniske produkter (EE-produkter) fra 1. juli 2006. Direktivet indeholder en række undtagelser, eksempelvis produkter der anvendes i medicinsk sammenhæng.
Direktivet er tæt forbundet med WEEE-direktivet (Waste Electrical and Electronic Equipment Directive), 2002/96/EC, som målsætter indsamling og/ eller genbrug/ bortskaffelse af elektroniske og elektriske komponenter/ materialer.
Dette tiltag er taget for at løse de stigende problemer i forbindelse med forurening af vore omgivelser.
RoHS blev ofte refereret til som "bly-fri direktivet",[kilde mangler] men omfatter pr 22 Juli 2019, i alt, restriktiv brug af ti stoffer som angivet nedenfor:
- Bly
- Kviksølv
- Cadmium
- Crom VI – kendt som hexavalent chrom eller Cr6+
- PBB – Polybrominat biphenyl, bromeret flammehæmmer.
- PBDE – polybrominat diphenyl æter, bromeret flammehæmmer.
- Bis(2-ethylhexyl) phthalate (DEHP) (0.1%)
- Butyl benzyl phthalate (BBP) (0.1%)
- Dibutyl phthalate (DBP) (0.1%)
- Diisobutyl phthalate (DIBP) (0.1%)